# Byrsonima putumayensis
Byrsonima putumayensis är en tvåhjärtbladig växtart som beskrevs av José Cuatrecasas. Byrsonima putumayensis ingår i släktet Byrsonima och familjen Malpighiaceae. Inga underarter finns listade i Catalogue of Life.